# 岡部警部シリーズ
『岡部警部シリーズ』（おかべけいぶシリーズ）は、内田康夫の推理小説『岡部警部シリーズ』を原作とし、その推理小説に登場する岡部和雄を主人公に据えた実写映像化作品シリーズ。
- 西郷輝彦版（TBS、1987年7月12日）
- 佐藤慶版（日本テレビ、1989年5月23日）
- 髙嶋政宏版（TBS、2002年2月18日）
- 近藤真彦版（フジテレビ、2006年9月1日 - 2009年11月27日）
- 高橋克典版（TBS、2017年11月27日 - 2018年11月12日）

## 西郷輝彦版
『女子大生危険な片想い』（じょしだいせいきけんなかたおもい）は、1987年7月12日にTBS系で放送された。主演は西郷輝彦。

### キャスト（西郷輝彦版）
- 岡部和雄 - 西郷輝彦
- 草西英 - 手塚理美
- 上田（刑事） - 高岡健二
- 白神 - 寺田農

### スタッフ（西郷輝彦版）
- 原作 - 内田康夫「倉敷殺人事件」
- 脚本 - 安倍徹郎
- 製作 - TBS

## 佐藤慶版
『吉備路殺人事件』（きびじさつじんじけん）は、1989年5月23日に日本テレビ系「火曜サスペンス劇場」で放送された。主演は加納みゆき。

### キャスト（佐藤慶版）
- 草西英 - 加納みゆき
- 坂口（新宿西警察署 刑事） - 安藤一夫
- 安倉友彦 - 岡野進一郎
- 上田（岡山県警 刑事） - 河原さぶ
- 神谷（新宿西警察署 刑事） - 大杉漣
- - 阿部祐二
- 竹中（新宿西警察署 刑事） - 渡辺寛二
- 安倉はる子（友彦の母） - 今井和子
- - あめくみちこ
- 滝沢武彦 - 坂本長利
- 磯部（望岳寮 職員） - 小池榮
- - 円谷文彦
- - 阪上和子
- - 安永憲司
- - 森岩健太郎
- 山路郁子 - 藤井佳代子
- 草西亮浩（英の父・住職） - 梅野泰靖
- 白神紀夫（越光開発 社長） - 綿引勝彦
- 岡部和雄（新宿西警察署 警部） - 佐藤慶

### スタッフ（佐藤慶版）
- 制作 - 日本テレビ
- プロデューサー - 長富忠裕（日本テレビ）、赤司学文（近代映画協会）、石川好弘（近代映画協会）
- 原作 - 内田康夫「倉敷殺人事件」（光文社刊）
- 脚本 - 岡本克己
- 音楽 - 大谷幸
- ロケ協力 - 高梁市観光協会、倉敷市観光協会
- 監督 - 藤井克彦
- 製作著作 - 近代映画協会

## 髙嶋政宏版
『「萩原朔太郎」の亡霊』（はぎわらさくたろうのぼうれい）は、2002年2月18日にTBS系「月曜ミステリー劇場」で放送された。主演は髙嶋政宏。

### キャスト（髙嶋政宏版）
- 岡部和雄（警視庁捜査一課 警部） - 髙嶋政宏
- 神谷文蔵（警視庁捜査一課 部長刑事） - 大仁田厚
- 岡部佐智子（岡部の妻） - 田中律子
- 児玉京子 - 上村香子
- 須貝良枝（公一の妻） - 三原じゅん子
- 須貝公一（須貝の息子） - 布川敏和
- 佐藤俊雄 - 中西良太
- 滝島茂 - 潮哲也
- 遊佐吾郎（遊佐と春子の息子） - コアラ
- 遊佐克人（中学校教師・30年前 殺人事件の被害者） - コアラ（二役）
- 遊佐春子 - 金子浩子
- 上野義則 - 大塚洋
- 江沢明（良枝の兄） - 松尾貴史
- 畑中芳弘（神奈川県警秦野城西警察署 刑事） - 塩屋俊
- 太田勝利（警視庁八王子北警察署 刑事課長） - 六平直政
- 須貝国男（元群馬県警 刑事） - 井川比佐志
- 不破万作、出光元、松本じゅん、杜澤泰文、林和義、濱近高徳 ほか

### スタッフ（髙嶋政宏版）
- 原作 - 内田康夫「「萩原朔太郎」の亡霊」
- 脚本 - 岡本克己
- 監督 - 中村金太
- 挿入歌 - 岩男潤子「ディープ・パープル」
- 方言指導 - 阿部六郎、ト字たかお
- 技術協力 - バル・エンタープライズ
- 美術協力 - 舞クリエーション
- プロデューサー - 山津俊一
- 製作 - TBS、泉放送制作

## 近藤真彦版
2006年から2009年までフジテレビ系で放送されたシリーズ。全4回。主演は近藤真彦。
放送枠は「金曜エンタテイメント」（第1作）、「金曜プレステージ」（第2作 - 第4作）。

### キャスト（近藤真彦版）

#### 警察関係者
岡部和雄
演 - 近藤真彦
警視庁捜査一課 刑事。階級は警部。
神谷茂
演 - 泉谷しげる
警視庁捜査一課 刑事。階級は巡査部長。順子の父。
上田
演 - 植草克秀（少年隊）
経歴：倉敷中央警察署
→ 警視庁捜査一課
→ 品川警察署（第4作）
刑事。

#### ゲスト（近藤真彦版）
第1作「倉敷殺人事件」（2006年）
- 草西英 - 岡本綾
- 草西玉俊 - 柴俊夫
- 白神紀男（先代の園長の息子） - 平田満
- 滝沢武彦（施設の園長代理） - 江原真二郎

第2作「多摩湖畔殺人事件」（2007年）
- 橋本千晶（圭一の娘） - 安達祐実
- 神谷順子（神谷茂の亡娘） - 安達祐実（二役）
- 小坂弘文（ブローカー） - 大杉漣
- 橋本圭一（橋本商事 社長） - 中原丈雄
- 伊藤 - 矢島健一
- 小坂泰江 - 松本圭未
- 碁会の老人 - 佐原健二

第3作「十三の墓標」（2008年）
- 山代八重子 - 戸田菜穂
- 山代真央 - 八木優希
- 民夫 - 石橋保
- 栄作 - 竜雷太
- 津村鷹志、岩本多代

第4作「シーラカンス殺人事件」（2009年）
- 一条万里子 - 平愛梨
- 恵木学 - 鈴木亮平
- 一条秀夫 - 眞島秀和
- 坂口（刑事） - 松尾諭
- 桜井清三 - 鶴見辰吾
- 岩本（監察医） - 武田鉄矢

### スタッフ（近藤真彦版）
- 原作 - 内田康夫
- 脚本 - 前川洋一、武藤数顕、谷口純一郎
- 監督 - 武藤数顕
- 企画 - 保原賢一郎（フジテレビ編成部）、和田行（フジテレビ編成部）、立松嗣章（フジテレビ編成部）、荒井昭博（フジテレビ編成部）、現王園佳正（フジテレビ編成部）、後藤博幸（フジテレビ編成部）
- 技術協力 - 東通、Kカンパニー
- 美術協力 - テレビ朝日クリエイト
- プロデューサー - 伊世憲造（ビジュアル・ネットワーク）、石井由美子（ビジュアル・ネットワーク）
- 制作協力 - ビジュアル・ネットワーク
- 制作著作 - フジテレビ

### 放送日程（近藤真彦版）
| 話数 | 放送日         | サブタイトル         | 脚本                |
| ---- | -------------- | -------------------- | ------------------- |
| 1    | 2006年09月01日 | 倉敷殺人事件         | 前川洋一 武藤数顕   |
| 2    | 2007年08月31日 | 多摩湖畔殺人事件     | 前川洋一            |
| 3    | 2008年09月05日 | 十三の墓標           | 前川洋一            |
| 4    | 2009年11月27日 | シーラカンス殺人事件 | 前川洋一 谷口純一郎 |

## 高橋克典版
『警視庁岡部班』（けいしちょうおかべはん）は、2017年から2018年までTBS系「月曜名作劇場」で放送されたシリーズ。全2回。主演は高橋克典。
『信濃のコロンボ』のスピンオフ。

### キャスト（高橋克典版）

#### 警視庁捜査一課 岡部班
岡部和雄
演 - 高橋克典
班長。階級は警部。
電話越しの相手の心理を言い当てる鋭い洞察力の持ち主。格闘技術も高い。懸賞マニア。
坂口隆太郎
演 - 田口浩正
刑事。階級は巡査部長。岡部の高校時代の後輩で、岡部のことを「先輩」と呼ぶ。
趣味は登山で、地質学にも詳しい。元交通総務課・交通安全係だったため、緊急時にも安全運転してしまう。
第2作は胃潰瘍で特捜中央病院に入院する。
松岡千秋
演 - 中村静香
刑事。階級は巡査部長。岡部班に入って3年目。
待機中はスイーツを食べてばかりいるが、男勝りの格闘技術と、とっさに民間人を銃撃からかばう勇気の持ち主。
佐藤俊
演 - 鈴木貴之
刑事。巡査長。
サイバー捜査の技術は鑑識係を凌ぐ。血液型はA型。
神谷幸助
演 - 佐野史郎
刑事。階級は警部補。ニックネームは「神チョー」。
飄々とした性格だが、「刑事の命は足」をモットーとし、軽いフットワークで捜査を行う。趣味は将棋。

#### 警視庁
中谷雅子
演 - 濱田マリ
清掃員。お城マニアで、気が強い。岡部のことを「べーちゃん」と呼んでいる。
宮島昌矢
演 - 近江谷太朗（第1作）
捜査一課長。階級は警視。岡部の上司。

#### 長野県警捜査一課
竹村岩男
演 - 寺脇康文
階級は警部。別名「信濃のコロンボ」。
木下隼人
演 - 川村陽介
竹村の相棒。

#### その他
戸沢信夫
演 - 村松利史（第2作）
海晏寺の住職。『信濃のコロンボ』にも出演していて転職を繰り返している。

#### ゲスト（高橋克典版）
第1作「倉敷殺人事件」（2017年）
- 草西英（双葉銀行 行員・実家は寺） - 朝倉あき
- 勝浦修二（双葉銀行 行員・英の恋人） - 伊藤毅
- 田口茂（NPO法人「望岳寮」用務員） - 斉藤暁
- 安倉智彦（越光開発 倉敷営業所 所員・「望岳寮」出身・ニックネーム「トモ君」） - 高崎翔太
- 白神敏久（NPO法人「望岳寮」創設者・10年前に脳卒中で倒れ入院生活） - 久保晶
- 山路郁子（松岡千秋の友人・東京在住のOL・「望岳寮」出身） - 新田祐里子
- 徳田奈緒子（松岡千秋の友人） - 鳴神綾香
- 石坂和子（松岡千秋の友人） - 山口美優
- 双葉銀行 行員 - 小倉優香
- 上田（岡山県警察 刑事） - 熊谷修平
- 赤間文彦（越光開発 倉敷営業所 所長） - 鈴木将一朗
- ガイド - 山本成美
- 山路（郁子の母） - 金子なな子
- 草西（英の母） - 渡辺杉枝
- リポーター - 田中愛
- 出前の配達人 - 浦宗航
- 安倉雅子（智彦の母） - 結めぐみ
- 婦人警官 - 加藤明子
- 滝沢武彦（NPO法人「望岳寮」園長代理） - 中丸新将
- 藤井幸一（ギャンブルで借金している男） - 河相我聞
- 強盗犯 - 原田龍二
- 白神康隆（越光開発 社長・敏久の息子） - 利重剛

第2作「多摩湖畔殺人事件」（2018年）
- 小坂弘文（コサカインターナショナル 社長） - 飯田基祐
- 金井公江（橋本家の家政婦） - 岡本麗
- 伊藤義男（橋本商事 社員） - 浅香航大
- 小坂泰江（小坂の妻・旧姓「中田」） - 黛英里佳
- 喫茶店「魔笛」マスター - 桜井聖
- 指名手配犯 - 鈴木拓（ドランクドラゴン）
- 橋本圭一（橋本商事 社長） - 山上賢治
- 清川屋 店員 - 山野海
- 加藤文也（覚せい剤密売の前科者） - 斉木テツ
- 冒頭の犯人 - ハヤテ、横山真史
- アナウンサー - 山中秀樹
- 橋本（圭一の妻・故人） - 舟木幸
- 麻薬取締官 - 聡太郎
- 鈴原誠也（秋田ロイヤルホテル 支配人） - 中山峻
- 岩崎晃之（秋田ロイヤルホテル ボーイ） - 根本正勝
- ジョガー - 鵜川もえか、櫻井麻七
- 生田彩乃（橋本商事 事務員） - 石原あつ美
- 小宮山裕子（特捜中央病院 看護師） - 柚月美穂
- 冒頭のトイレを探している男性 - 小佐田貢
- 冒頭の焼きそばを買った女性 - 吉野香織
- 林（麻薬取締官） - 増田修一朗
- 山田正茂（東大和警察署 刑事・昔の岡部班のメンバー） - 草野とおる
- 南直樹（東大和警察署 刑事・昔の岡部班のメンバー） - 中村僚志
- 小林雄司（鑑識） - 佐藤タダヤス
- 加藤の居場所を知っている男 - 山口晃生
- 特捜中央病院 医師 - 田窪一世
- 橋本千晶（圭一の一人娘・学生時代の事故で車椅子生活） - 志田未来（幼少期：川島夕空）

### スタッフ（高橋克典版）
- 原作 - 内田康夫「倉敷殺人事件」（光文社文庫）
- 編成 - 中井芳彦（TBS / 第1作） 、渡瀬暁彦（TBS / 第2作）
- 脚本 - 穴吹一朗
- 演出 - 中前勇児
- 選曲・音響効果 - 矢部公英
- CG - マリンポスト
- ガンエフェクト - BIGSHOT
- アクションコーディネーター - 出口正義
- 技術協力 - 東通
- プロデューサー - 中川真吾（ジニアス）
- 製作 - TBS、ジニアス

### 放送日程（高橋克典版）
| 話数 | 放送日         | サブタイトル     | 原作             | 脚本     | 演出     |
| ---- | -------------- | ---------------- | ---------------- | -------- | -------- |
| 1    | 2017年11月27日 | 倉敷殺人事件     | 「倉敷殺人事件」 | 穴吹一朗 | 中前勇児 |
| 2    | 2018年11月12日 | 多摩湖畔殺人事件 |                  | 穴吹一朗 | 中前勇児 |